# 소스포지
소스포지(SourceForge.net)는 소프트웨어 개발자들을 위해 열려있는, 오픈 소스 소프트웨어 개발관리를 위한 웹사이트이다. 중앙에 집중된 개발관리 시스템으로서, 또한 일종의 소스 코드 저장소로서 동작한다. 현재 지크넷이 소스포지.넷을 운영하고 있다.
소스포지와 비슷한 서비스를 제공하는 사이트로서 루비포지, 티그리스.옥, 바운티소스, 베를리오스, 자바포지, 그누 사바나 등이 있다.

## 제공 서비스
소스포지.넷에서는 각 프로젝트는, 그 프로젝트 이름이 붙은 서브-도메인을 갖출 수 있다.
소스포지.넷 위키, MySQL 데이터베이스, CVS 혹은 서브버전 등으로 관리되는 소스 코드 버전 등의 콘텐츠를 저장할 수 있게 해주는 충분한 저장 공간을 제공한다. 또한 프로젝트 웹사이트 페이지도 서브도메인 위치에서 제공되도록 해 준다.

## 비판
소스포지의 유료화 움직임은 개발자와 최종 사용자들에게 비판을 받고 있다.

### 프로젝트 하이재킹
2013년 11월에 다운로드용 미러로서의 소스포지 사용을 중단한 GIMP는, 2015년 5월에 소스포지가 오픈 소스 미러 디렉터리(소스포지는 이것이 버려진 프로젝트의 모음이라고 말한다)에서 감염된 윈도우 바이너리를 호스트하고 있다고 발표했다. 이는 소스포지가 2013년 11월에 개발자의 동의 없이 프로젝트 다운로드에 애드웨어를 묶지 않겠다고 한 것에 배치된다.

## 중화인민공화국에서의 접속 금지 사건
2002년경, 소스포지.넷 전체가 중화인민공화국 내에서 접속 금지되기도 하였다. 2003년에는 접속 금지가 풀렸다.

## 같이 보기
- 자바포지
- 프레시밋
- 올로
- GNU Savannah
- DotProject